# Parlamento ebraico europeo
Il Parlamento ebraico europeo (in inglese European Jewish Parliament o EJP), precedentemente Unione ebraica europea (in inglese European Jewish Union o EJU), è l'assemblea parlamentare istituita a Bruxelles il 16 febbraio 2012, con lo scopo di far rapportare e confrontare tutte le comunità ebraiche europee riunite sotto un'unica entità con le altre istituzioni europee.
Non è un'istituzione dell'Unione europea, ma è l'organo di una ONG. Il Parlamento ebraico europeo, nasce su proposta della European Jewish Union (EJU), una ONG fondata nella primavera 2011 da due milionari ucraini di origini ebraiche, Vadim Rabinovich e Ihor Kolomojs'kyj, dopo aver tentato senza successo di arrivare ai vertici dello European Council of Jewish Communities (ECJC).
L'organizzazione intende rappresentare i due milioni di ebrei in Europa e creare uno spazio di dibattito a livello continentale e di rappresentazione nei confronti dell'Unione europea. Il Parlamento è formato da 120 membri, eletti tramite internet e rappresentativi delle diverse comunità ebraiche di 54 paesi del continente allargato, da Monaco all'Uzbekistan.
I candidati al parlamento ebraico europeo sono stati selezionati dall'EJU a loro stessa insaputa; tra i candidati, erano presenti anche personalità controverse, quali Sacha Baron Cohen (l'attore di Borat), oltre a David Beckham e Stella McCartney. Circa 400 000 voti via internet hanno partecipato alla loro selezione, tuttavia il processo di voto non è stato certificato: non è detto che i votanti abbiano votato una sola volta, o solo per i candidati del proprio paese.
Per l'Italia, sono stati nominati Vittorio Pavoncello, consigliere dell'Unione delle comunità ebraiche italiane (UCEI), e Roger Coianiz – lettore di lingua inglese all'Università di Udine. Per la Francia risulta eletto Pierre Besnainou, presidente della fondazione del giudaismo francese; per la Gran Bretagna Oliver Mishcon, giurista; per il Belgio, Joel Rubinfeld, intellettuale; per la Turchia Cefi Jozef Camhi
L'inaugurazione dell'assemblea, nel febbraio 2012, ha coinciso con la visita a Bruxelles della delegazione di 40 membri della Conference of Presidents of Major American Jewish Organizations, guidata da Richard Stone e Malcolm Hoenlein. Antonyia Parvanova, membro del Parlamento, nel suo discorso inaugurale, per conto del Parlamento europeo ha salutato questo “incontro storico” ed ha affermato che “determinerà il futuro degli ebrei in Europa e non solo”.